# Castelo de Hedingham
Castelo de Hedingham, na aldeia de Castle Hedingham, Essex, é, sem dúvida, o melhor conservado castelo normando na Inglaterra. As fortificações e os edifícios anexos do castelo foram construídos por volta de 1100, e o keep em torno de 1140. No entanto, o keep é a única estrutura medieval significativa que sobreviveu, embora com a perda de duas torres. É um edifício classificado como grau I e um monumento classificado. O keep está aberto ao público.

## Descrição
A propriedade de Hedingham foi concedida a Aubrey de Vere I por William, o Conquistador por volta de 1086. O castelo foi construído pelos de Veres no final do século XI e início do século XII, e o keep nas décadas de 1130 e 1140. Para acomodar o castelo existente, um grande fosso foi cortado através de um saliente natural em direção ao oeste, até o Vale do Colne, Essex, a fim de formar um ringwork e inner bailey; um outer bailey estendia-se para o sul, mais adentro no vale e no que hoje é a moderna aldeia de Castle Hedingham. O keep de pedra é a única estrutura medieval a sobreviver e está em excelente estado de conservação.
O keep é quase quadrado, uma forma comum para os keeps normandos. Os lados leste e oeste têm 53 pé (16 m) de comprimento e os lados norte-sul cerca de 58 pé (18 m). A parte principal do keep tem mais de 70 pé (21 m) de altura, e as torres sobem mais 15 a 25 pé (4,6 a 7,6 m) acima dos parapeitos, dominando a paisagem ao seu redor a partir de sua posição elevada no topo do ringwork. As paredes têm cerca de 11 pé (3,4 m) de espessura na base e em média 10 pé (3,0 m) de espessura no topo. Elas são construídas com entulho de flint ligado com morta de cal, mas, muito incomum para um castelo de Essex, são revestidas com pedra ashlar transportada de uma pedreira em Barnack, Northamptonshire.
O keep tem cinco andares, incluindo o Grande ou Salão de Banquetes, com uma grande lareira e um arco central que se estende por dois andares. O andar superior pode ter sido adicionado por volta do século XV, substituindo um telhado em forma de pirâmide. Esta é uma teoria recente, no entanto, e muitas fontes mais antigas notaram os planos semelhantes do Castelo de Hedingham e do Castelo de Rochester, que foi iniciado por volta de 1126 e possui quatro andares e quatro torres.
Mudanças foram feitas nos anos subsequentes, particularmente durante o período Tudor. Duas das quatro torres de canto originais estão ausentes. Sua destruição deve-se aos ambiciosos planos de construção de Henrique VII, que exigiam grandes quantidades de pedra. Os edifícios exteriores, incluindo o salão, ponte levadiça e outros, foram substituídos durante o período Tudor. No entanto, essas estruturas também foram perdidas. A única exceção é a ponte de tijolos vermelhos de quatro vãos que conecta o inner bailey ao outer bailey, situada a nordeste do keep. A ponte foi construída no final do século XV ou início do século XVI e foi restaurada várias vezes. Uma capela estava anteriormente localizada ao sul do keep de pedra dentro do inner bailey.
Por volta de 1700, uma mansão de tijolos vermelhos em estilo Rainha Ana foi construída no outer bailey por Sir William Ashhurst, um membro do parlamento e ex Lorde Mayor of London. Esta foi construída em algum momento entre sua compra da propriedade em 1693 e sua morte em 1719.

## História
O Castelo de Hedingham pode ocupar o local de um castelo anterior que se acredita ter sido construído no final do século XI ou início do século XII por Aubrey de Vere I, um barão normando. Hedingham foi uma das maiores propriedades entre as adquiridas por Aubrey I. O Domesday Book registra que ele possuía a propriedade de Hedingham em 1086 e ele ordenou que vinhedos fossem plantados. Tornou-se a sede da baronia de Vere.
Aubrey II e Aubrey III são candidatos a iniciar a construção de uma torre de pedra significativa em Hedingham, possivelmente para refletir o status elevado da família. Em 1133, Aubrey II, filho e herdeiro do primeiro Aubrey, foi criado mestre da câmara da Inglaterra por Henrique I. Em 1141, seu filho e herdeiro Aubrey recebeu um condado (Conde de Oxford) por Imperatriz Matilde. Naquele momento, ele já havia sido Conde de Guînes no que hoje é o norte da França durante vários anos, por direito da herança de sua esposa.
Matilda, esposa de Rei Stephen, morreu no Castelo Hedingham em 3 de maio de 1152. O castelo foi sitiado duas vezes, em 1216 e 1217, durante a disputa entre Rei João, barões rebeldes e o príncipe francês (em ambos os casos, os cercos foram curtos e bem-sucedidos para aqueles que sitiavam o castelo).
O castelo foi mantido por muito tempo pela família de Vere, exceto por uma interrupção durante as Guerras das Rosas. O castelo foi tomado dos de Veres após a execução de John de Vere, 12.º Conde de Oxford, por traição contra Eduardo IV em 1462. Eduardo então concedeu Hedingham ao seu irmão, Ricardo, Duque de Gloucester (mais tarde Ricardo III), que o deu a Henry Barley, Xerife de Essex e Hertfordshire. Após a morte de Barley em 1475, passou a Sir John Howard, um partidário iorquista que se tornaria o 1.º Duque de Norfolk, que, de fato, era primo da esposa de de Vere, Elizabeth Howard. Após a morte de Ricardo III na Batalha de Bosworth Field em 1485, o novo rei, Henrique VII, devolveu Hedingham aos de Veres na pessoa do apoiador lancastriano John de Vere, 13.º Conde de Oxford.
Em 1713, o castelo foi adquirido por William Ashhurst; após sua morte em 1720, a propriedade passou para sua bisneta, Margaret Elizabeth Lindsay, esposa de Lewis Majendie. A família Majendie possuiu o Castelo de Hedingham por 250 anos, até que Musette Majendie o deixou para seu primo, O Honorável Thomas Lindsay, descendente dos de Veres por linhas maternas e paternas. Seu filho Jason Lindsay e a esposa Demetra agora vivem no Castelo de Hedingham com seus filhos.

## Uso atual
Embora o Castelo de Hedingham continue a ser uma casa de família, o keep normando e os terrenos estão abertos ao público de Páscoa a outubro. Visitas escolares educativas ocorrem durante todo o ano. Os terrenos do castelo são um local para justas, tiro com arco, falcoaria, batalhas de recriação, feiras, exposições de carros clássicos e vintage, concertos de música e produções teatrais. O castelo e os edifícios associados são utilizados para cerimônias e festas.
O castelo foi descrito como "o keep normando mais bem preservado da Inglaterra."

## Filmagens e fotografias
O Castelo de Hedingham foi o local do episódio 2 de The Landscape of Man, exibido no Channel 4 em 2010,, no qual os terrenos e jardins do castelo, que haviam sido deixados para se tornarem um deserto ao longo do século XX, foram restaurados.
O castelo também foi local do filme The Reckoning (2004) e da série da BBC Ivanhoe (1997). Em 2001, o grupo pop britânico Steps filmou parte do videoclipe (que foi em grande parte animado) para seu single, "Words Are Not Enough" dentro do castelo.
Os documentários Made in Britain (2005) com Fred Dibnah, The Shakespeare Theory (2013) com Derek Jacobi e A History of Britain com Simon Schama utilizaram o Castelo de Hedingham como local.
O castelo também apareceu em uma sessão fotográfica de 1997 para Vanity Fair, com Alexander McQueen e Isabella Blow; a fotografia pode ser vista pendurada na National Portrait Gallery, London.
O castelo serve como local para The Dinosaur Hour de John Cleese na GB News.